# Área da Grande Baía de Cantão-Hong Kong-Macau

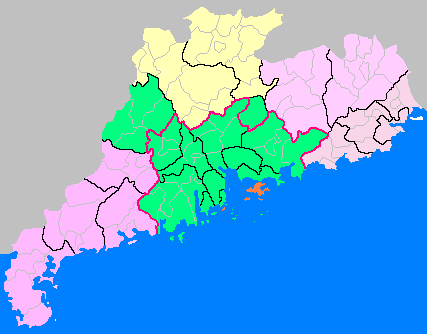
Área da Grande Baía de Cantão-Hong Kong-Macau (verde), enquanto a área da Zona Econômica do Delta do Rio das Pérolas é indicada pela linha vermelha, incluindo as áreas das cidades de Zhaoqing e Huizhou.

A Área da Grande Baía de Cantão-Hong Kong-Macau (GD-HK-MO, chinês tradicional: 粵港澳大灣區, chinês simplificado: 粤港澳大湾区) ou simplesmente Área da Grande Baía, é uma megalópole, na região conhecida como Delta do Rio das Pérolas, composta por 9 cidades e 2 regiões administrativas especiais no sul da China. Em 7 de dezembro de 2016, o conceito de área foi mencionado na versão em inglês do 13º Plano Quinquenal de Desenvolvimento Econômico e Social estabelecido pelo Partido Comunista da China para a República Popular da China. Em 13 de abril de 2017, o cabeçalho de uma notícia divulgada no site English.gov.cn do Conselho de Estado adotou o nome "Área da Baía de Cantão-Hong Kong-Macau". Após alguns meses, em 1 de julho de 2017, o chamado "Acordo Estrutural para o Aprofundamento da Cooperação Cantão - Hong Kong - Macau no Desenvolvimento da Área da Baía" (深化粵港澳合作 推進大灣區建設框架協議) foi assinado em Hong Kong.
A Área da Grande Baía consiste das seguintes cidades: Cantão, Shenzhen, Zhuhai, Foshan, Dongguan, Zhongshan, Jiangmen, Huizhou e Zhaoqing, além de Hong Kong e Macau. 

## Centros populacionais
| Cidades   | Área urbana pop. | Pop da área do distrito. | Área administrativa pop. | Data do censo |
| --------- | ---------------- | ------------------------ | ------------------------ | ------------- |
| Guangzhou | 10 641 408       | 12 701 948               | 12 701 948               | 01/11/2010    |
| Shenzhen  | 10 358 381       | 10 358 381               | 10 358 381               | 01/11/2010    |
| Dongguan  | 7 271 322        | 8 220 207                | 8 220 207                | 01/11/2010    |
| Hong Kong | 7 071 576        | 7 071 576                | 7 071 576                | 30/06/2011    |
| Foshan    | 6 771 895        | 7 197 394                | 7 197 394                | 01/11/2010    |
| Zhongshan | 2 740 994        | 3 121 275                | 3 121 275                | 01/11/2010    |
| Huizhou   | 1 807 858        | 2 344 634                | 4 598 402                | 01/11/2010    |
| Jiangmen  | 1 480 023        | 1 822 614                | 4 450 703                | 01/11/2010    |
| Zhuhai    | 1 369 538        | 1 562 530                | 1 562 530                | 01/11/2010    |
| Zhaoqing  | 784 642          | 1 397 152                | 3 916 467                | 01/11/2010    |
| Macau     | 552 503          | 552 503                  | 552 503                  | 12/08/2011    |
| Total     | 50 850 140       | 56 350 214               | 63 751 386               |               |

## Transporte

### Pontes
- Ponte Huangpu
- Ponte Nansha
- Ponte Humen do Rio das Pérolas
- Ponte Shenzhen-Zhongshan
- Ponte Hong Kong-Zhuhai-Macau

### Malha ferroviária urbana
A malha ferroviário urbano (incluindo metrôs, trens urbanos e regionais) está se expandindo muito rapidamente. A malha ferroviária de Hong Kong foi a primeira, tendo seu modelo utilizado como referência para as outras redes. O comprimento total das linhas de metrô de todas as cidades hoje é de 924,8 km. 
Metrô
- Ferrovia de Foshan
- Metro de Foshan
- Metro de Guangzhou
- Estrada de ferro de transporte público de Hong Kong
- Trânsito Rápido Leve de Macau
- Metro de Shenzhen

Ferrovias regionais e de passageiros
- Trem-C da China Railway (várias seções)

Bonde e trens leves
- Bondes de Guangzhou
- Bonde de Hong Kong
- Bonde de Hong Kong
- Bonde do pico de Hong Kong
- Bonde de Shenzhen
- Bonde Zhuhai

### Estrada de ferro interurbana
- Trem de ligação Guangzhou – Kowloon
- Seção ferroviária expressa de Hong Kong – Guangzhou – Shenzhen – Hong Kong
- Ferrovia interurbana de Guangzhou – Foshan – Zhaoqing
- Ferrovia de Guangzhou – Shenzhen
- Linha ferroviária interurbana Dongguan – Huizhoo

### Aeroportos
- Aeroporto Internacional de Hong Kong
- Aeroporto Internacional de Macau
- Aeroporto Internacional de Shenzhen Baoan
- Aeroporto Internacional de Guangzhou Baiyun
- Aeroporto de Zhuhai Jinwan
- Aeroporto Foshan Shadi
- Aeroporto de Huizhou Pingtan